# Sierra de Parapanda

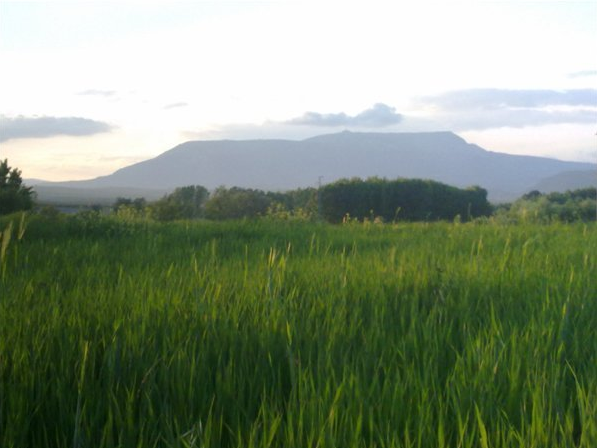
Vista de la Sierra de Parapanda desde el municipio de Láchar, en la Vega de Granada.

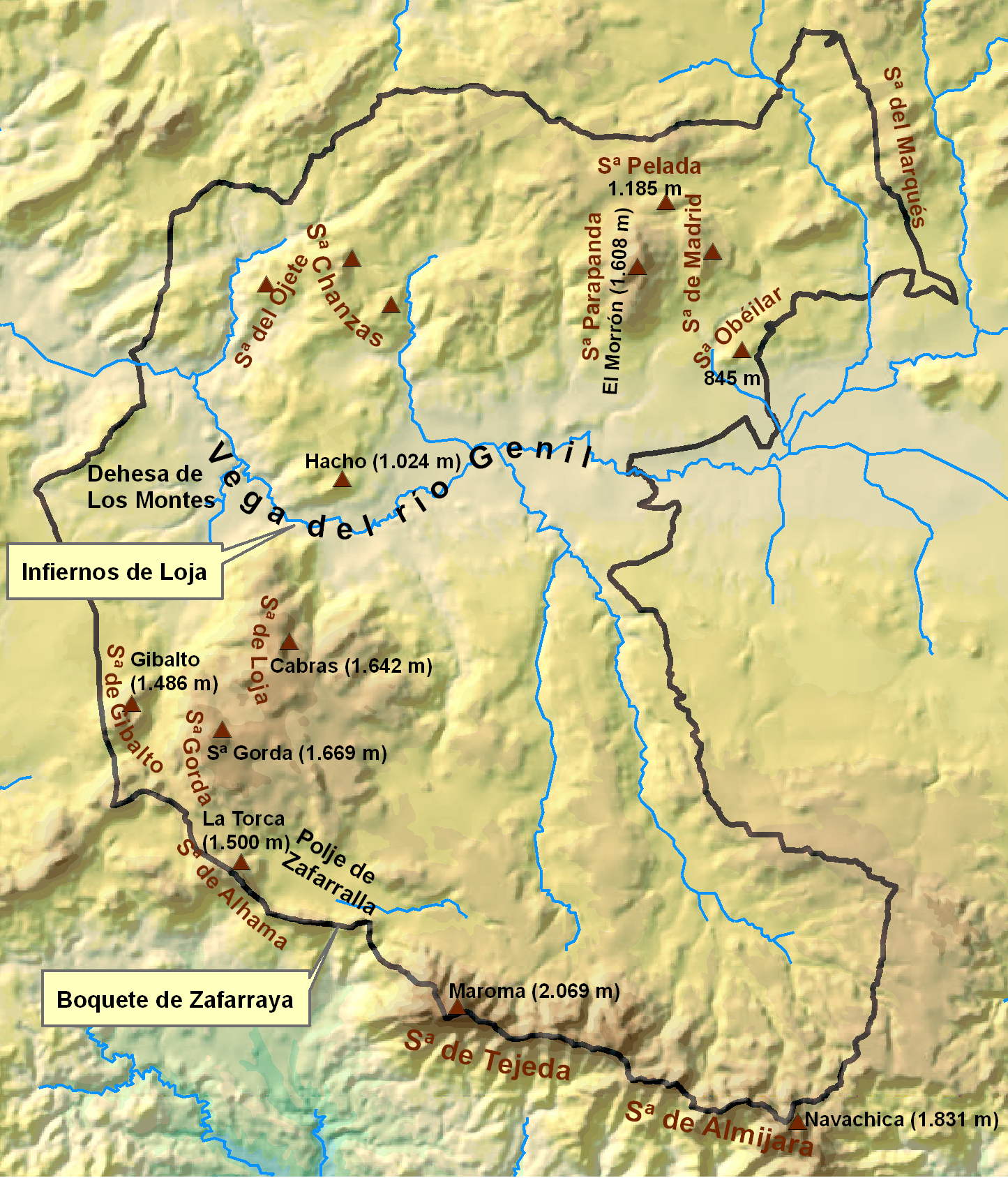
Principales unidades del relieve del Poniente Granadino.

La sierra de Parapanda es una elevación caliza de 1.608 metros de altitud máxima (Pico de El Morrón) que se extiende de norte a sur en el límite de los municipios de Íllora y Montefrío, en la comarca de Loja, provincia de Granada. Al este de la misma se extienden la Sierra de Madrid y Sierra Pelada, ambas en el municipio de Íllora.
Forma parte, junto con otras sierras de la cordillera Subbética, del límite norte de la Vega de Granada.
En su zona alta se encuentra vegetación rupícola, típica de suelos rocosos, y su fauna asociada: roqueros rojos, collalbas rubias y negras, acentores, águilas perdiceras, búhos o cernícalos. Además, Parapanda ofrece encinares abiertos con un sotobosque rico en especies heliófilas como el romero, tomillo, aulagas, etc. Además, en el Pico del Morrón se encuentra un mirador natural poblado por antenas de telecomunicaciones desde el cual se puede contemplar la Vega de Granada y Sierra Nevada, además de toda la comarca de Loja.
En sus estribaciones meridionales se asientan de este a oeste las localidades de Íllora, Alomartes, Brácana  y Tocón.